# منسویل (کنتاکی)
منسویل (به انگلیسی: Mannsville) یک منطقهٔ مسکونی در ایالات متحده آمریکا است که در شهرستان تیلور، کنتاکی واقع شده‌است. منسویل ۲۲۴٫۹۵ متر بالاتر از سطح دریا واقع شده‌است.